# Simpson (Familienname)
Simpson ist ein ursprünglich patronymisch gebildeter englischer Familienname mit der Bedeutung „Sohn des Sim“, einer mittelalterlichen Kurzform von Simon. Eine Variante des Namens ist Simmons.

## Namensträger

### A
- Adele Simpson (1903–1995), US-amerikanische Modeschöpferin
- Adrian Simpson (* 1962), britisch-deutscher Sprachwissenschaftler und Professor für Sprechwissenschaft
- Alan Simpson (Drehbuchautor) (1929–2017), englischer Drehbuchautor
- Alan Simpson (Leichtathlet) (1940–2024), britischer Mittelstreckenläufer
- Alan K. Simpson (1931–2025), US-amerikanischer Politiker
- Albert Benjamin Simpson (1843–1919), kanadischer presbyterianischer Theologe
- Alli Simpson (* 1998), australische Sängerin, Schauspielerin, Model und Moderatorin
- Amanda Simpson (* 1961), US-amerikanische Transsexuelle, Beamtin im Handelsministerium
- Andrew Simpson (Segler) (1976–2013), britischer Segler
- Andrew Simpson (Badminton), schottischer Badmintonspieler
- Andrew Simpson (Schauspieler) (* 1989), nordirischer Schauspieler
- Archibald Simpson (1790–1847), schottischer Architekt
- Ashlee Simpson (* 1984), US-amerikanische Sängerin und Schauspielerin

### B
- Beryl Brintnall Simpson (* 1942), US-amerikanische Botanikerin
- Billy Simpson (Fußballspieler, 1878) (1878–1962), englischer Fußballspieler
- Billy Simpson (Fußballspieler, 1907) (1907–1990), englischer Fußballspieler
- Billy Simpson (Fußballspieler, 1929) (1929–2017), nordirischer Fußballspieler
- Billy Simpson (Sänger) (* 1987), indonesischer Sänger
- Bob Simpson (Footballspieler) (1930–2007), kanadischer Canadian-Football-Spieler und Basketballspieler
- Bob Simpson (Cricketspieler) (* 1936), australischer Cricketspieler
- Brandon Simpson (* 1981), jamaikanischer Leichtathlet
- Brian Simpson (Politiker) (* 1953), britischer Politiker (Labour), MdEP
- Brian Simpson (Geotechniker) (* vor 1980), britischer Bauingenieur
- Bruce Simpson (* 1950), kanadischer Stabhochspringer

### C
- Carlos Simpson (* 1962), US-amerikanischer Mathematiker
- Carole Simpson (≈1928–2012), US-amerikanische Pop- und Jazzmusikerin
- Casey Simpson (* 2004), US-amerikanischer Kinderdarsteller
- Cassino Simpson (1909–1952), US-amerikanischer Jazzpianist und Bandleader
- Charles Simpson (* 1937), US-amerikanischer Pastor und Bibellehrer
- Charles Ralph Simpson (* 1945), US-amerikanischer Jurist
- Charles Torrey Simpson (1846–1932), US-amerikanischer Botaniker und Zoologe
- Charles Walter Simpson (Maler, 1878) (1878–1942), kanadischer Maler und Illustrator
- Charles Walter Simpson (Maler, 1885) (1885–1971), britischer Maler
- Charlie Simpson (* 1985), englischer Rockmusiker
- Chris Simpson (* 1987), englischer Squashspieler
- Christopher Simpson (1605–1669), englischer Komponist und Gambenspieler
- Claire Simpson, britische Filmeditorin
- Clarence Lorenzo Simpson (1896–1969), liberianische Politikerin und Diplomatin
- Clifford Ian Simpson (* 1996), US-amerikanischer Rapper, Sänger und Musikproduzent, bekannt als Kevin Abstract
- Cody Simpson (* 1997), australischer R&B- und Pop-Musiker
- Craig Simpson (* 1967), kanadischer Eishockeyspieler und -trainer

### D
- Dana Claire Simpson (D. C. Simpson, früher David Simpson; * 1977), US-amerikanische Comicautorin und -zeichnerin
- Daniel H. Simpson (* 1939), US-amerikanischer Diplomat
- Daniel Leo Simpson (* 1950), US-amerikanischer Komponist
- Danny Simpson (* 1987), englischer Fußballspieler
- Dave Simpson (Eishockeyspieler, 1948) (* 1948), kanadischer Eishockeyspieler
- Dave Simpson (Eishockeyspieler, 1962) (* 1962), kanadischer Eishockeyspieler
- Dave Simpson (Fußballspieler) (* 1983), kanadischer Fußballspieler
- David Simpson (Maler) (David William Simpson; * 1928), US-amerikanischer Maler
- David Simpson (Politiker) (* 1959), nordirischer Politiker
- David Simpson (Reiter) (* 1987/1988), irischer Springreiter
- David Alan Simpson (* 1955), britischer Botaniker
- David Craig Simpson, früherer Name von Dana Claire Simpson (* 1977), US-amerikanische Comiczeichnerin
- Denis Simpson (1950–2010), kanadischer Sänger und Schauspieler
- Dillon Simpson (* 1993), kanadischer Eishockeyspieler
- Dirc Simpson (* 1966), deutscher Schauspieler
- Don Simpson (1943–1996), US-amerikanischer Filmproduzent
- Don Simpson (Musiker) (1925–2023), US-amerikanischer Musiker

### E
- Edna O. Simpson (1891–1984), US-amerikanische Politikerin
- Edward Hugh Simpson (1922–2019), britischer Statistiker
- Emily Simpson (* 1965), australische Schauspielerin
- Ernest Simpson (1897–1958), amerikanisch-britischer Schiffsmakler

### F
- F. Marion Simpson (1854–1932), US-amerikanischer Politiker
- Frank Simpson (General) (1899–1986), britischer General
- Freddie Simpson (* ~1960), US-amerikanische Schauspielerin
- Frederick Simpson (1878–1945), kanadischer Marathonläufer

### G
- Gaynor Simpson, Geburtsname von Gaynor Weatherley (* ~1945), neuseeländische Badmintonspielerin
- Geoffrey Simpson, australischer Kameramann
- George Simpson (Kaufmann) (1786–1860), kanadischer Leiter der Hudson’s Bay Company
- George Simpson (Promoter), US-amerikanischer Wrestling-Promoter
- George Simpson (Leichtathlet) (1908–1961), US-amerikanischer Leichtathlet
- George Simpson, Baron Simpson of Dunkeld (* 1942), britischer Politiker (Labour) und Geschäftsmann
- George Clarke Simpson (1878–1965), britischer Meteorologe
- George Gaylord Simpson (1902–1984), US-amerikanischer Zoologe und Paläontologe
- George Wharton Simpson (1825–1880), Fotograf und Herausgeber der „Photographic News“
- George William von Simpson (1820–1886), deutscher Gutsbesitzer, Mitglied des Reichstags
- Gerry Simpson (* 1963), britisch-australischer Völkerrechtler
- Gordon Simpson (Jurist) (1894–1987), US-amerikanischer Richter
- Gordon Simpson (Eishockeytrainer) (* um 1915), kanadischer Eishockeytrainer
- Gordon Simpson (Rugbyspieler) (* 1971), schottischer Rugby-Union-Spieler
- Gordon C. Simpson (* um 1925), kanadischer Badmintonspieler
- Gordon Leslie Simpson (* 1929), australischer Politiker
- Graham Simpson (* 1979), schottischer Badmintonspieler

### H
- Hack Simpson (1909–1978), kanadischer Eishockeyspieler
- Harold Edward Joseph Simpson, (1893–1973), kanadischer Eishockeyspieler und -trainer, siehe Joe Simpson (Eishockeyspieler)
- Harriette Simpson Arnow (1908–1986), US-amerikanische Autorin
- Helen Simpson (Universitätsdozentin) (1890–1960), neuseeländische Lehrerin, Universitätsdozentin und Schriftstellerin
- Helen Simpson (1897–1940), australische Schriftstellerin, siehe Helen de Guerry Simpson
- Helen Simpson (Schriftstellerin, 1959) (* 1959), britische Schriftstellerin
- Homer Simpson

### I
- Ian Simpson (* 1971), britischer Motorradrennfahrer
- Ivan F. Simpson (1875–1951), schottischer Schauspieler

### J
- Jack Simpson (Golfspieler) (John Simpson; 1859–1895), schottischer Golfspieler
- Jack Simpson (Fußballspieler) (Jack Benjamin Simpson; * 1996), englischer Fußballspieler
- Jahmai Simpson-Pusey (* 2005), englischer Fußballspieler
- James Simpson (Politiker) (1873–1938), kanadischer Politiker, Bürgermeister von Toronto
- James Simpson junior (1905–1960), US-amerikanischer Politiker
- James Simpson (Polarforscher) (1911–2002), britischer Polarforscher
- James Young Simpson (1811–1870), schottischer Chirurg, Gynäkologe und Anästhesiepionier
- Janet Simpson (1944–2010), britische Leichtathletin
- Jay Simpson (* 1988), englischer Fußballspieler
- Jemma Simpson (* 1984), britische Leichtathletin
- Jenny Simpson (* 1986), US-amerikanische Leichtathletin
- Jerry Simpson (1842–1905), US-amerikanischer Politiker
- Jessica Simpson (* 1980), US-amerikanische Sängerin und Schauspielerin
- Jim Simpson (* 1956), US-amerikanischer Regisseur, Schauspieler, Drehbuchautor und Filmeditor
- Jimmi Simpson (* 1975), US-amerikanischer Schauspieler
- Jimmie Simpson (1898–1981), britischer Motorradrennfahrer
- Jimmy Simpson (Fußballspieler) (1908–1972), schottischer Fußballspieler
- Jimmy Simpson (Rennfahrer) (* 1992), US-amerikanischer Automobilrennfahrer
- Joanne Malkus Simpson (1923–2010), US-amerikanische Meteorologin
- Joe Simpson (* 1960), britischer Bergsteiger
- Joe Simpson (Eishockeyspieler) (1893–1973), kanadischer Eishockeyspieler und -trainer
- John Simpson (Maler) (John Philip Simpson; 1782–1847), britischer Maler
- John Simpson (Offizier) (1826–1884), britischer Offizier
- John Simpson (Mediziner, 1875) (1875–1912), britischer Schiffsarzt
- John Simpson (Cricketspieler, 1907) (1907–1980), neuseeländischer Cricketspieler
- John Simpson (Fußballspieler, 1918) (1918–2000), englischer Fußballspieler und -trainer
- John Simpson (Fechter) (1927–2016), australischer Fechter
- John Simpson (Fußballspieler, 1933) (1933–1993), englischer Fußballspieler
- John Simpson (Geistlicher) (1933–2019), britischer Geistlicher
- John Simpson (Reiter), kanadischer Unternehmer und Springreiter
- John Simpson (Journalist) (* 1944), britischer Journalist
- John Simpson (Mediziner, II) (John B. Simpson), US-amerikanischer Mediziner
- John Simpson (Lexikograf) (* 1953), britischer Lexikograf
- John Simpson (Architekt, 1954) (John Anthony Simpson; * 1954), britischer Architekt
- John Simpson (Physiker, 1958) (* 1958), britischer Kernphysiker
- John Simpson (Tontechniker), Tontechniker
- John Simpson (Skeletonpilot), britischer Skeletonpilot
- John Simpson (Regisseur), Filmregisseur und Drehbuchautor
- John Simpson (Cricketspieler, 1988) (John Andrew Simpson; * 1988), englischer Cricketspieler
- John Simpson (Footballspieler) (* 1997), US-amerikanischer American-Football-Spieler
- John Alexander Simpson (Physiker) (1916–2000), US-amerikanischer Physiker
- John Alexander Simpson (Mediziner) (1922–2009), britischer Neurologe
- John Milton Bryan Simpson (1903–1987), US-amerikanischer Jurist
- John R. Simpson (1932–2017), US-amerikanischer Regierungs- und Polizeibeamter
- John William Simpson (1853–1933), britischer Architekt
- Johnny Simpson (1922–2010), neuseeländischer Rugby-Union-Spieler
- Jordan Simpson (* 1985), australischer Fußballspieler
- Joseph W. Simpson (1870–1944), US-amerikanischer Politiker
- Josh Simpson (* 1983), kanadischer Fußballspieler
- Judy Simpson (* 1960), britische Leichtathletin

### K
- Karoline Simpson-Larsen (* 1997), norwegische Skilangläuferin
- Keithy Simpson (* 1990), jamaikanischer Fußballspieler
- Kenneth F. Simpson (1895–1941), US-amerikanischer Politiker
- Kent Simpson (Eishockeyspieler, 1975) (* 1975), kanadischer Eishockeyspieler
- Kent Simpson (Eishockeyspieler, 1992) (* 1992), kanadischer Eishockeytorwart
- Kerry Simpson (* 1981), kanadische Eisschnellläuferin
- Kyffin Simpson (* 2004), barbadischer Automobilrennfahrer
- Kylie Simpson (* 1983), australische Triathletin

### L
- Lesley Byrd Simpson (1891–1984), US-amerikanischer Historiker, Romanist und Hispanist
- Lilian Simpson († 1897), britische Bildhauerin und Buchkünstlerin
- Lorna Simpson (* 1960), amerikanische Künstlerin
- Louis Simpson (1923–2012), US-amerikanischer Lyriker, Kritiker und Pulitzer-Preisträger jamaikanischer Abstammung

### M
- Margaret Simpson (* 1981), ghanaische Leichtathletin
- Malcolm Simpson (1933–2020),  neuseeländischer Radrennfahrer
- Marjorie Simpson (Architektin) (1924–2003), australische Architektin
- Mark Simpson (* 1965), britischer Journalist und Autor
- Maxwell Simpson (1815–1902), irischer Chemiker
- Mike Simpson (* 1950), US-amerikanischer Politiker
- Milward L. Simpson (1897–1993), US-amerikanischer Politiker
- Molly Simpson (* 2002), kanadische Radrennfahrerin
- Mona Simpson (* 1957), US-amerikanische Schriftstellerin
- Myron Simpson (* 1990), neuseeländischer Radsportler

### N
- N. F. Simpson (1919–2011), britischer Dramatiker
- Neil Simpson (Fußballspieler) (* 1961), schottischer Fußballspieler
- Neil Simpson (Skirennläufer) (* 2002), britischer Skirennläufer
- Nicole Brown Simpson (1959–1994), US-amerikanisches Mordopfer

### O
- O. J. Simpson (1947–2024), US-amerikanischer Football-Spieler und Schauspieler
- Olivia Simpson, australische Kostümbildnerin
- Oramel H. Simpson (1870–1932), US-amerikanischer Politiker
- Orane Simpson (1983–2009), jamaikanischer Fußballspieler

### P
- Pascal Simpson (* 1971), schwedischer Fußballnationalspieler
- Peter Simpson (Fußballspieler, 1904) (1904–1974), schottischer Fußballspieler
- Peter Simpson (Fußballspieler, 1910) (1910–??), schottischer Fußballspieler
- Peter Simpson (Fußballspieler, 1940) (* 1940), englischer Fußballspieler
- Peter Simpson (Fußballspieler, 1945) (* 1945), englischer Fußballspieler
- Pierce Adolphus Simpson (1837–1900), schottischer Rechtsmediziner und Hochschullehrer
- Portia Simpson Miller (* 1945), jamaikanische Premierministerin

### R
- Rebecca Simpson (* 1982), neuseeländische Fußballspielerin
- Red Simpson (1934–2016), US-amerikanischer Countrysänger
- Reg Simpson († 2013), englischer Cricketspieler
- Reid Simpson (* 1969), kanadischer Eishockeyspieler und -funktionär
- Rene Simpson (1966–2013), kanadische Tennisspielerin
- Rhona Simpson (* 1972), schottische Hockeyspielerin
- Richard Simpson (Politiker) (* 1942), schottischer Politiker
- Richard F. Simpson (1798–1882), US-amerikanischer Politiker
- Richard M. Simpson (1900–1960), US-amerikanischer Politiker
- Richard O. Simpson (1930–2023), US-amerikanischer Verbraucherschutzfunktionär
- Rick Simpson, US-amerikanischer Artdirector und Szenenbildner
- Robert Simpson (Leichtathlet) (1892–1974), US-amerikanischer Leichtathlet
- Robert Simpson (Meteorologe) (1912–2014), US-amerikanischer Meteorologe und Mitautor der Saffir-Simpson-Hurrikanskala (SSHS)
- Robert Simpson (Komponist) (1921–1997), englischer Komponist und Musikschriftsteller
- Robert Simpson (Autor), US-amerikanischer Science-Fiction-Autor
- Robert Baddeley Simpson (* 1936), australischer Cricketspieler, siehe Bob Simpson (Cricketspieler)
- Robert L. Simpson (1910–1977), US-amerikanischer Filmeditor
- Roger Simpson (Drehbuchautor) (* 1944), neuseeländischer Drehbuchautor und Produzent
- Roger Simpson (Rugbyspieler) (* 1967), englischer Rugby-League-Spieler
- Ronnie Simpson (1930–2004), schottischer Fußballspieler
- Roy Simpson (1922–2012), britischer Mediziner
- Russell Simpson (Schauspieler) (1880–1959), US-amerikanischer Schauspieler
- Russell Simpson (Tennisspieler) (* 1954), neuseeländischer Tennisspieler
- Ruth Simpson (Aktivistin) (1926–2008), US-amerikanische lesbische Schriftstellerin und Aktivistin
- Ruth Simpson (Künstlerin) (1889–1964), britische Künstlerin
- Ruth Simpson (Wirtschaftswissenschaftlerin) (* 1949), britische Betriebswirtin
- Ruth DeEtte Simpson (1918–2000), US-amerikanische Archäologin
- Ruth Williams-Simpson (* 1949), jamaikanische Sprinterin

### S
- Sally S. Simpson (* 1954), US-amerikanische Soziologin und Kriminologin
- Scott Simpson (Golfspieler) (* 1955), US-amerikanischer Golfspieler
- Scott Simpson (Leichtathlet) (* 1979), britischer Stabhochspringer
- Sean Simpson (* 1960), kanadischer Eishockeyspieler und -trainer
- Shawn Simpson (Squashspieler) (* 1984), barbadischer Squashspieler
- Sherone Simpson (* 1984), jamaikanische Leichtathletin
- Sid Simpson (1894–1958), US-amerikanischer Politiker
- Stephen G. Simpson (* 1945), US-amerikanischer mathematischer Logiker und Mathematiker
- Sturgill Simpson (* 1978), US-amerikanischer Countrysänger
- Susanne Simpson, US-amerikanische Film- und Fernsehproduzentin
- Suzi Simpson (* 1968), US-amerikanische Schauspielerin

### T
- Tara Simpson-Sullivan (* 2000), britische Hammerwerferin
- Terry Simpson (* 1943), kanadischer Eishockeytrainer
- Thomas Simpson (Komponist) (1582–1628), englischer Komponist
- Thomas Simpson (Mathematiker) (1710–1761), englischer Mathematiker
- Thomas Simpson (Polarforscher) (1808–1840), schottischer Polarforscher
- Todd Simpson (* 1973), kanadischer Eishockeyspieler
- Tom Simpson (Golfarchitekt) (1877–1964), englischer Golfarchitekt
- Tom Simpson (Fußballspieler) (1879–1961), englischer Fußballspieler
- Tom Simpson (Radsportler) (1937–1967), englischer Radrennfahrer
- Tom Simpson (Chemiker) (* 1947), britischer Chemiker
- Tom Simpson (Eishockeyspieler) (* 1952), kanadischer Eishockeyspieler
- Tom Simpson (Musiker) (* 1972), schottischer Musiker und DJ
- Tom Simpson (Filmeditor), britischer Filmeditor
- Tyler Simpson (1985–2011), australischer Fußballspieler

### V
- Valerie Simpson (* 1946), US-amerikanische Sängerin, Musikproduzentin und Songwriterin, siehe Ashford & Simpson
- Vollis Simpson († 2013), US-amerikanischer Künstler

### W
- Wallis Simpson (1896–1986), Herzogin von Windsor
- Warren Simpson (ca. 1941–1979), australischer Snookerspieler
- Wayne Simpson (* 1989), US-amerikanischer Eishockeyspieler
- Webb Simpson (* 1985), US-amerikanischer Profigolfer
- Wilhelm von Simpson (1788–1858), deutscher Rittergutsbesitzer und Politiker
- William Simpson (Künstler) (1823–1899), schottischer Kriegskorrespondent und Künstler
- William von Simpson (1881–1945), deutscher Schriftsteller
- William Simpson (Fußballfunktionär) (1894–1974), kanadischer Fußballfunktionär
- William Dunlap Simpson (1823–1890), US-amerikanischer Politiker (South Carolina)
- William Hood Simpson (1888–1980), US-amerikanischer General
- William Kelly Simpson (1928–2017), US-amerikanischer Ägyptologe

### Z
- Zavier Simpson (* 1997), US-amerikanischer Basketballspieler

### Fiktive Figuren
- Bart Simpson, Figur der Zeichentrickserie „Die Simpsons“
- Homer Simpson, Figur der Zeichentrickserie „Die Simpsons“
- Lisa Simpson, Figur der Zeichentrickserie „Die Simpsons“
- Marge Simpson, Figur der Zeichentrickserie „Die Simpsons“
- Maggie Simpson, Figur der Zeichentrickserie „Die Simpsons“, siehe Simpsons-Familie#Maggie Simpson
- Abraham Simpson, Figur der Zeichentrickserie „Die Simpsons“, siehe Simpsons-Familie#Abraham Jebediah „Abe“ Simpson